# Самъртън
Самъртън (на английски: Somerton) е град в окръг Юма, щата Аризона, САЩ. Самъртън е с население от 11 242 жители (2007) и обща площ от 3,4 km². Намира се на 32 m надморска височина. ЗИП кодът му е 85350, а телефонният му код е 928.